# Кенгури кошаркаши
Кенгури кошаркаши је француска анимирана ТВ серија у којој глуми петорица младих кошаркаша антропоморфичних кенгура (Кангуа) који живе на острву Сијера Кангу са својим старим и мудрим учитељем Ђангом. Укупно је направљено 65 епизода, које су приказане од 1996. до 1999. године Премијерно се од 2003. године у Србији приказивала на Хепи ТВ.

## Радња
Кангу су млади кошаркаши антропоморфичних кенгура, које тренира Семи, који има наранџасту косу и жуту мајицу. Семијева слатка ћерка Тифани такође живи са њима навијајући за њих током игара. Путују светом у свом слатком црвено-плаво-белом авиону и прихватају изазове најбољих кошаркаша и готово сваки пут добијају утакмицу. Али то није све. Њихов задатак није само такмичење и победа у кошарци, већ и спашавање света од опасних злочинаца и непријатеља. Њихов највећи непријатељ је Мистер Д који жели да уграби посебне Златне биљке које расту на њиховом острву Сијера Кангу. Ова биљка има посебне моћи које би Мистер Д-у и другим непријатељима дале могућност да постану господари света и тероришу све становнике на њему. Срећом, острво има посебан магнетни штит који спречава непријатеље да дођу на острво и украду Златну биљку. Тај штит Ђангу активира помоћу даљинског управљача када кенгури у свом авиону оду на неки стадион да играју кошарку.
Што се тиче победе у кошарци и борбе против опасних зликоваца, њима нема премца. Храбро се боре против сваке зле силе и прихватају све изазове без обзира на све.

## Ликови
Напо: храбар је вођа тима, носи црвени шешир и мајицу и не боји се ничега. Жели да га сви слушају и мрзи када неко пркоси његовим наредбама.
Арчи: Он је прави математичар и стручњак за рачунаре и технологију, а понекад зна како да се понаша смешно и глупо. Носи жуту мајицу, капу и наочаре. Други се понекад нервирају када почне да говори на свој професионални и математички начин. Ипак, својим супериорним математичким и рачунарским вештинама често успешно решава проблеме.
Нелсон: Носи белу мајицу и лети авионом и прави је господин. Он је стручњак који је вешт у решавању механичких проблема. Често сарађује са Арчијем у решавању различитих рачунарских и техничких проблема.
Кевин: Прави је борац који се увек први потуче. Носи црни завој преко главе и црну наруквицу и има јаке мишиће јер је прави стручњак за борилачке вештине и прави борац. Лако се наљути и жели да се бори са било ким ко му се супротстави. Посебно је љут кад непријатељи учине нешто лоше и зато их победи чим искористи прилику. Кад се наљути, увек каже: „Направићу несрећу!“.
Јуниор: Он је најмлађи од свих и увек се понаша детињасто. Потпуно је лењ и одмара се на лежаљци на острву Сијера Кангу. Он је право дериште и сваки пут кад се деси нешто заиста добро или лоше, каже: "Ектра!" Због тога се сви на њега наљуте и понављају му: Ектра! Ипак, добро дође тиму када је у питању победа у кошарци и сређивање зликоваца.
Највећи непријатељи из Кенгура кошаркаша су:
Мистер Д: Он је вампир и има способност да се претвори у разне животиње, посебно када је љут. Веома је опасан, агресиван и љут кад се наљути. Најчешће се претвара у слепог миша када намерава да изврши неки зли план или када изгуби битку. Има врло опасне изуме и непрестано измишља нове и опасне формуле којима жели да уништи Кангоое и завлада светом, што успева много пута, али Кангоои на крају успева да реши ствар и победи овог опасног негативца, што га јако наљути. Упркос свему, никада се не предаје и увек има нове зле планове.
Випера: Ово је нећакиња мистера Д-а. која се може претворити у птицу, морске змије и рибу кад год пожели. Увек направите неки опасан коктел или формулу која често успева да нашкоди Кангоо-у и другим људима. Пуна је беса, освете и мржње, а највише мрзи Тиффани због њене лепоте и зато увек покушава да јој науди. Срећом, Кангоои увек ослобађа Тиффани било које опасности коју је Випера припремила.
Султан Робур
Роксана: Робурова девојка
Гроф Јанус
Дон Маркос: брат Мистер Д-а.

## DVD издања
Фирма Marsoni d.o.o. је од 2006. издала 16 епизода на 4 DVD-а, који су се продавали у Србији и Црној Гори.